# 陈慧 (1900年)
陈慧（1900年11月29日—？），曾用名陈翊善，女，浙江杭州人，中华人民共和国学者、教育家、社会活动家，中国艺术研究院教授，中国民主促进会中央委员会原常务委员，第五、六届全国政协委员。

## 生平
1915年考入上海启明女校。1921年考入金陵女子大学外国文学系，1925年毕业，获文学学士学位。
1926年，赴美国密歇根大学研究英美文学和戏剧，1928年取得文学硕士学位。同年归国，先后在苏州景海中学、上海国立音乐学院、北平大学女子文理学院、上海大夏大学、圣约翰大学、培成女子中学任英文教员、英语系主任、教授。
1950年，陈慧迁居北京，在政务院文化教育委员会担任秘书。1954年调至全国文联，任联络部副部长。1977年，调至中国艺术研究院外国文艺研究所，从事英美文学研究工作。1983年加入中国共产党。1988年离休。

## 家庭
父亲是实业家、学者、社会活动家陈叔通。母亲朱君宜。表姐是教育家、社会活动家吴贻芳。